# Coelioxys

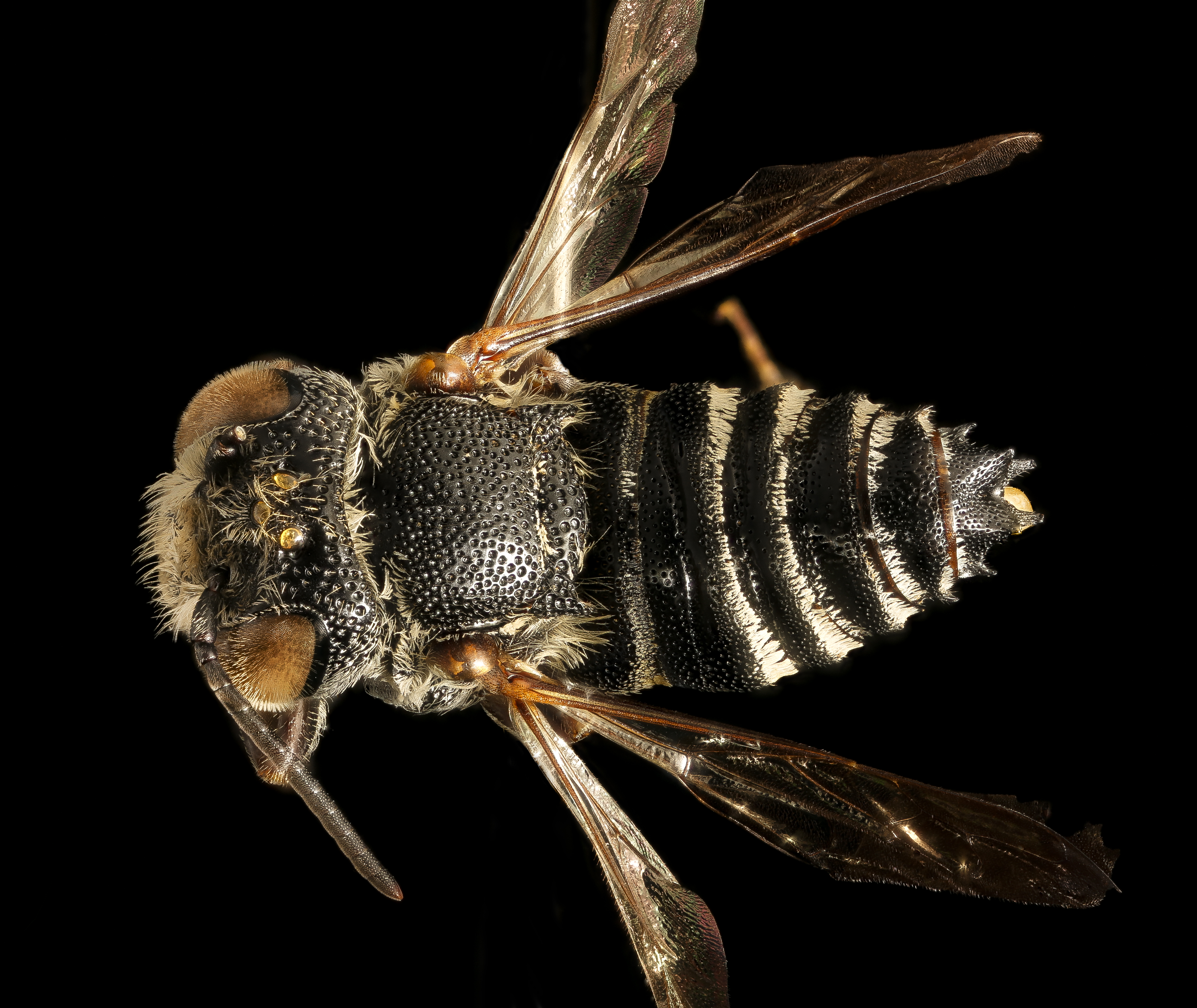
Coelioxys octodentata, macho

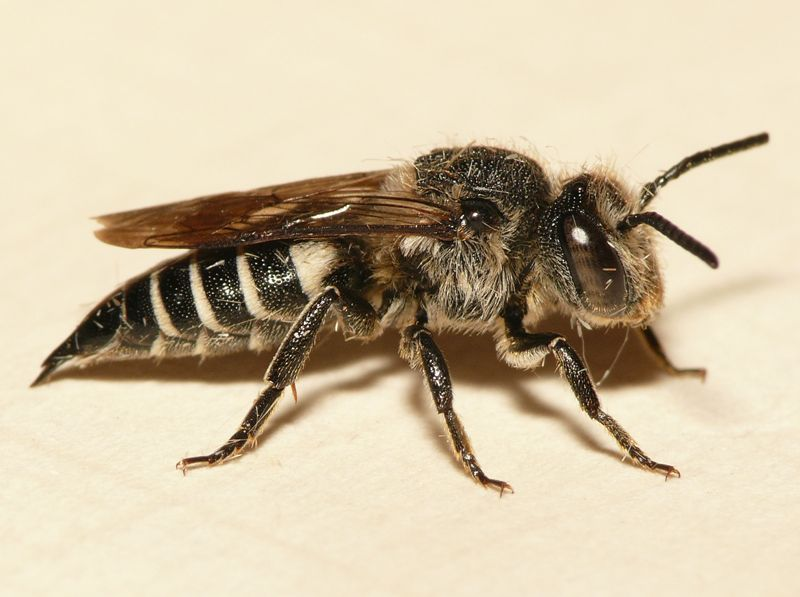
Coelioxys inermis, hembra

Coelioxys es un género de abejas cleptoparasíticas que depositan sus huevos en los nidos de otras abejas. Este comportamiento es similar al de los cucos y por eso a estas abejas se las llama abejas cucos. La relación entre cleptoparásitos y sus huéspedes puede ser complicada.

## Descripción
Las abejas de este género pueden alcanzar de 8 a 12 mm. Tienen una cabeza ancha con ojos compuestos grandes. El tórax y el abdomen también son anchos. El cuerpo es moderadamente velloso. Generalmente son negras con bandas blancas. Las patas pueden ser rojas o negras. Las hembras generalmente tienen un abdomen puntiagudo con forma de cono que usan para perforar las paredes de los nidos de las especies que parasitan. El extremo del abdomen de los machos tiene espinas o dientes.

## Biología
En algunas regiones, las abejas de este género son activas de junio a setiembre, según la especie que parasitan. En climas más cálidos los adultos son activos el año entero. Carecen de adaptaciones para transportar polen, ya que no necesitan almacenarlo para sus crías. Los adultos se alimentan de néctar de una gran variedad de flores.
Sus hospedadores más comunes son especies del género Megachile, pero también parasitan los nidos de Osmia y Anthophora. El comportamiento parasítico puede ser bastante complejo. La larva de Coelioxys mata a la larva del huésped con sus fuertes mandíbulas y se alimenta del polen almacenado. Después de 11 a 16 días teje un capullo donde se convierte en pupa. Generalmente son univoltinos pero en algunas especies pueden tener dos generaciones por año.

## Distribución
Las especies de Coelioxys se encuentran en la mayoría de los países europeos, en África del norte, en la región afrotropical, en el Paleártico, Neártico y Neotrópicos.

## Especies
El género incluye alrededor de 500 especies en el mundo, clasificadas en 15 subgéneros.
- Coelioxys abdominalis Guérin-Méneville, 1845
- Coelioxys aberrans Morawitz, 1894
- Coelioxys abnormis Holmberg, 1887
- Coelioxys acanthopyga Alfken, 1940
- Coelioxys acanthura (Illiger, 1806)
- Coelioxys aculeata Schrottky, 1902
- Coelioxys aculeaticeps Friese, 1922
- Coelioxys acutivalva Friese, 1922
- Coelioxys adani Cockerell, 1949
- Coelioxys afra Lepeletier, 1841
- Coelioxys agilis Smith, 1879
- Coelioxys alacris Holmberg, 1888
- Coelioxys alata Förster, 1853
- Coelioxys alatiformis Friese, 1922
- Coelioxys alayoi Genaro, 2001
- Coelioxys albifrons Friese, 1917
- Coelioxys albiventris Morawitz, 1894
- Coelioxys albociliata Pasteels, 1968
- Coelioxys albofasciata Wu, 1988
- Coelioxys albolineata Cockerell, 1905
- Coelioxys albomarginata Friese, 1922
- Coelioxys albonotata Schummel, 1829
- Coelioxys alfkeni Popov, 1946
- Coelioxys alisal Toro & Fritz, 1993
- Coelioxys alternata Say, 1837
- Coelioxys amazonica Schrottky, 1902
- Coelioxys ambrosettii Holmberg, 1918
- Coelioxys analis Friese, 1911
- Coelioxys angelica Cockerell, 1905
- Coelioxys angulata Smith, 1870
- Coelioxys angustivalva Holmberg, 1888
- Coelioxys anisitsi Schrottky, 1909
- Coelioxys annamensis Dusmet y Alonso, 1915
- Coelioxys apacheorum Cockerell, 1900
- Coelioxys aperta Cresson, 1878
- Coelioxys apicata Smith, 1854
- Coelioxys argentea Lepeletier, 1841
- Coelioxys argentipes Smith, 1879
- Coelioxys artemis Schwarz, 2001
- Coelioxys asclepiadis Cockerell, 1925
- Coelioxys aspaste Holmberg, 1916
- Coelioxys ateneata Strand, 1920
- Coelioxys aureociliata Pasteels, 1968
- Coelioxys aurifrons Smith, 1854
- Coelioxys auripes Friese, 1922
- Coelioxys aurolimbata Förster, 1853
- Coelioxys aurulenta Pasteels, 1968
- Coelioxys australis Holmberg, 1886
- Coelioxys azteca Cresson, 1878
- Coelioxys bakeri Cockerell, 1915
- Coelioxys balasto Toro & Fritz, 1993
- Coelioxys banksi Crawford, 1914
- Coelioxys barbata Schwarz & Michener, 1954
- Coelioxys barkeri Cockerell, 1920
- Coelioxys bequaertiana Cockerell, 1931
- Coelioxys beroni Schrottky, 1902
- Coelioxys bertonii Schrottky, 1909
- Coelioxys bicingulata Holmberg, 1918
- Coelioxys bifida Friese, 1904
- Coelioxys bifoleata Pasteels, 1968
- Coelioxys bifoliata Pasteels, 1968
- Coelioxys bifoveolata Pasteels, 1968
- Coelioxys binghami Pasteels, 1968
- Coelioxys bipustulata Friese, 1922
- Coelioxys biroi Friese, 1909
- Coelioxys bisoncornua Hill, 1936
- Coelioxys blabera Holmberg, 1916
- Coelioxys boharti Mitchell, 1962
- Coelioxys bonaerensis Holmberg, 1887
- Coelioxys bonplandiana Holmberg, 1918
- Coelioxys brachypyga Friese, 1922
- Coelioxys brasiliensis Friese, 1922
- Coelioxys braunsiana Friese, 1922
- Coelioxys brevicaudata Friese, 1935
- Coelioxys brevis Eversmann, 1852
- Coelioxys breviventris Friese, 1935
- Coelioxys bruchi Schrottky, 1909
- Coelioxys bruneipes Pasteels, 1968
- Coelioxys bruneri Cockerell, 1918
- Coelioxys bucephala Friese, 1922
- Coelioxys buchwaldi Friese, 1922
- Coelioxys buehleri Schrottky, 1909
- Coelioxys bulbosa Pasteels, 1985
- Coelioxys bullaticeps Friese, 1922
- Coelioxys burgdorfi Cockerell, 1931
- Coelioxys caeruleipennis Friese, 1904
- Coelioxys caffra Friese, 1904
- Coelioxys calabarensis Pasteels, 1968
- Coelioxys cameghinoi Holmberg, 1903
- Coelioxys capensis Smith, 1854
- Coelioxys capitata Smith, 1854
- Coelioxys carinicauda Pasteels, 1968
- Coelioxys carinulata Alfken, 1940
- Coelioxys castanea Morawitz, 1886
- Coelioxys caudata Spinola, 1838
- Coelioxys cavigena Pasteels, 1968
- Coelioxys cayennensis Spinola, 1841
- Coelioxys cearensis Friese, 1921
- Coelioxys cerasiopleura Holmberg, 1903
- Coelioxys chacoensis Holmberg, 1904
- Coelioxys cherenensis Friese, 1913
- Coelioxys chichimeca Cresson, 1878
- Coelioxys chilensis Reed, 1892
- Coelioxys chionospila Cockerell, 1935
- Coelioxys chola Holmberg, 1916
- Coelioxys circumscripta Schulz, 1906
- Coelioxys circumscriptus Friese, 1905
- Coelioxys cisnerosi Cockerell, 1949
- Coelioxys clypearis Friese, 1922
- Coelioxys clypeata Smith, 1879
- Coelioxys cochleariformis Friese, 1922
- Coelioxys coeruleipennis Friese, 1904
- Coelioxys coloboptyche Holmberg, 1887
- Coelioxys coloratula Cockerell, 1939
- Coelioxys columbica Friese, 1922
- Coelioxys concavogenalis Wu, 2006
- Coelioxys concolor Friese, 1922
- Coelioxys confusa Smith, 1875
- Coelioxys congoensis Friese, 1922
- Coelioxys conoidea (Illiger, 1806)
- Coelioxys conspersa Morawitz, 1874
- Coelioxys cordillerana Holmberg, 1909
- Coelioxys corduvensis Holmberg, 1887
- Coelioxys coriacea Pasteels, 1968
- Coelioxys correntina Holmberg, 1887
- Coelioxys costaricensis Cockerell, 1914
- Coelioxys cothura Cockerell, 1918
- Coelioxys coturnix Pérez, 1884
- Coelioxys crassiceps Friese, 1922
- Coelioxys crassiventris Friese, 1935
- Coelioxys cuneata Smith, 1875
- Coelioxys cyanura Cockerell, 1932
- Coelioxys dapitanensis Cockerell, 1915
- Coelioxys darwiniensis Cockerell, 1929
- Coelioxys deani Cockerell, 1909
- Coelioxys decipiens Spinola, 1838
- Coelioxys deletangi Holmberg, 1916
- Coelioxys demeter Cockerell, 1939
- Coelioxys dentigera Mocsáry, 1892
- Coelioxys desmieri Pasteels, 1968
- Coelioxys difformis Friese, 1904
- Coelioxys digitata Friese, 1922
- Coelioxys dinellii Holmberg, 1916
- Coelioxys dispersa Cockerell, 1911
- Coelioxys diversidentata Holmberg, 1916
- Coelioxys dobzhanskyi Moure, 1951
- Coelioxys doelloi Holmberg, 1916
- Coelioxys doeringi Holmberg, 1916
- Coelioxys dolichos Fox, 1890
- Coelioxys domestica Holmberg, 1916
- Coelioxys ducalis Smith, 1854
- Coelioxys duckei Friese, 1922
- Coelioxys echinata Förster, 1853
- Coelioxys edentata Schrottky, 1909
- Coelioxys edita Cresson, 1872
- Coelioxys eduardi Moure, 1951
- Coelioxys elata Holmberg, 1916
- Coelioxys elegantula Alfken, 1934
- Coelioxys elizabeth Toro & Fritz, 1991
- Coelioxys elongata Lepeletier, 1841
- Coelioxys elongativentris (Pasteels, 1977)
- Coelioxys elsei Schwarz, 2001
- Coelioxys emarginata Förster, 1853
- Coelioxys emarginatella Pasteels, 1982
- Coelioxys epaenete Holmberg, 1916
- Coelioxys epistene Holmberg, 1916
- Coelioxys erysimi Cockerell, 1912
- Coelioxys erythrura Spinola, 1838
- Coelioxys excisa Friese, 1921
- Coelioxys eximia Friese, 1922
- Coelioxys exspectata Holmberg, 1918
- Coelioxys farinosa Smith, 1854
- Coelioxys fenestrata Smith, 1873
- Coelioxys fimbriata Friese, 1922
- Coelioxys florea Wu, 2006
- Coelioxys floridana Cresson, 1878
- Coelioxys foersteri Morawitz, 1871
- Coelioxys fontanae Holmberg, 1909
- Coelioxys formosicola Strand, 1913
- Coelioxys fossulata Friese, 1922
- Coelioxys foveolata Smith, 1854
- Coelioxys foxii Viereck, 1902
- Coelioxys frieseana Holmberg, 1916
- Coelioxys frigens Holmberg, 1916
- Coelioxys froggatti Cockerell, 1911
- Coelioxys fulviceps Friese, 1911
- Coelioxys fulvifrons Smith, 1858
- Coelioxys funeraria Smith, 1854
- Coelioxys fuscipennis Smith, 1854
- Coelioxys galactiae Mitchell, 1962
- Coelioxys gallardoi Holmberg, 1916
- Coelioxys genalis Cockerell, 1916
- Coelioxys genalis Pasteels, 1985
- Coelioxys genisei Toro & Fritz, 1991
- Coelioxys genoconcavitus Gupta, 1991
- Coelioxys germana Cresson, 1878
- Coelioxys giacomellii Holmberg, 1916
- Coelioxys gigantea Friese, 1922
- Coelioxys gilensis Cockerell, 1896
- Coelioxys gonaspis Cockerell, 1924
- Coelioxys gracillima (Pasteels, 1977)
- Coelioxys grindeliae Cockerell, 1900
- Coelioxys guaranitica Schrottky, 1909
- Coelioxys guptai Schwarz, 1999
- Coelioxys haematura Cockerell, 1914
- Coelioxys haemorrhoa Förster, 1853
- Coelioxys heterozona Cockerell, 1939
- Coelioxys hickeni Holmberg, 1918
- Coelioxys hiroba Nagase, 2003
- Coelioxys hirsutissima Cockerell, 1912
- Coelioxys hirtiventris Popov, 1946
- Coelioxys holmbergi Schrottky, 1920
- Coelioxys hosoba Nagase, 2003
- Coelioxys huarpum Holmberg, 1916
- Coelioxys hubrichiana Holmberg, 1918
- Coelioxys humahuakae Holmberg, 1909
- Coelioxys hunteri Crawford, 1914
- Coelioxys hyalinipennis Friese, 1935
- Coelioxys ignava Smith, 1879
- Coelioxys immaculata Cockerell, 1912
- Coelioxys incarinata Friese, 1904
- Coelioxys inconspicua Holmberg, 1884
- Coelioxys indica Friese, 1925
- Coelioxys inermis (Kirby, 1802)
- Coelioxys insita Cresson, 1872
- Coelioxys insolita Holmberg, 1903
- Coelioxys intacta Friese, 1923
- Coelioxys integra Pasteels, 1968
- Coelioxys intermedia Pasteels, 1968
- Coelioxys iranica Warncke, 1992
- Coelioxys issororensis Cockerell, 1923
- Coelioxys joergenseni Holmberg, 1909
- Coelioxys joergenseniana Holmberg, 1916
- Coelioxys jujuyensis Holmberg, 1909
- Coelioxys junodi Friese, 1904
- Coelioxys kasachstana Warncke, 1992
- Coelioxys katangensis Cockerell, 1932
- Coelioxys khasiana Cameron, 1904
- Coelioxys kosemponis Strand, 1913
- Coelioxys kualana Cockerell, 1927
- Coelioxys kuscheli Moure, 1951
- Coelioxys labiosa Moure, 1951
- Coelioxys laevicollis Friese, 1922
- Coelioxys laevigata Smith, 1854
- Coelioxys laevis Friese, 1922
- Coelioxys lanceolata Nylander, 1852
- Coelioxys langi Cockerell, 1935
- Coelioxys lata Cameron, 1908
- Coelioxys latefasciata Morawitz, 1886
- Coelioxys laticauda Morawitz, 1895
- Coelioxys laticeps Friese, 1922
- Coelioxys lativalva Holmberg, 1903
- Coelioxys lativentris Friese, 1909
- Coelioxys lativentroides Brauns, 1930
- Coelioxys laudabilis Holmberg, 1888
- Coelioxys leopoldensis Friese, 1922
- Coelioxys leopoldinae Friese, 1922
- Coelioxys leptura (Illiger, 1806)
- Coelioxys leucochrysea Cockerell, 1914
- Coelioxys liberalis Holmberg, 1916
- Coelioxys ljuba Toro & Fritz, 1991
- Coelioxys longispina Pasteels, 1968
- Coelioxys longiventris Friese, 1922
- Coelioxys loricula Smith, 1854
- Coelioxys luangwana Cockerell, 1939
- Coelioxys lucidicauda Cockerell, 1939
- Coelioxys luzonica Cockerell, 1914
- Coelioxys lyprura Moure, 1951
- Coelioxys macaria Holmberg, 1916
- Coelioxys maculata Friese, 1913
- Coelioxys maculoides Pasteels, 1968
- Coelioxys madagascariensis Benoist, 1955
- Coelioxys magretti Friese, 1915
- Coelioxys manchurica Proschchalykin & Lelej, 2004
- Coelioxys mandibularis Nylander, 1848
- Coelioxys manilae Ashmead, 1904
- Coelioxys mapuche Toro & Fritz, 1991
- Coelioxys marchalli Pasteels, 1968
- Coelioxys marginata Friese, 1922
- Coelioxys melanopus Schulz, 1906
- Coelioxys mendozina Holmberg, 1903
- Coelioxys menthae Cockerell, 1897
- Coelioxys mesae Cockerell, 1921
- Coelioxys mesopotamica Holmberg, 1918
- Coelioxys mexicana Cresson, 1878
- Coelioxys mielbergi Morawitz, 1880
- Coelioxys mimetica Holmberg, 1916
- Coelioxys minuta Smith, 1879
- Coelioxys miranda Vachal, 1904
- Coelioxys missionum Holmberg, 1888
- Coelioxys mitchelli Baker, 1975
- Coelioxys modesta Smith, 1854
- Coelioxys moesta Cresson, 1864
- Coelioxys mongolica Friese, 1925
- Coelioxys mutans Holmberg, 1916
- Coelioxys nasuta Friese, 1904
- Coelioxys natalensis Cockerell, 1920
- Coelioxys neavei Vachal, 1910
- Coelioxys neli Cockerell, 1933
- Coelioxys nigripes Vachal, 1903
- Coelioxys nigrofimbriata Cockerell, 1919
- Coelioxys nigrura Pasteels, 1977
- Coelioxys nitidicauda Pasteels, 1968
- Coelioxys nitidicollis Friese, 1922
- Coelioxys nitidoscutellaris Pasteels, 1987
- Coelioxys nivosa Pasteels, 1968
- Coelioxys noa Toro & Fritz, 1993
- Coelioxys nodis Baker, 1975
- Coelioxys novomexicana Cockerell, 1909
- Coelioxys oaxacana Baker, 1975
- Coelioxys obtusa Pérez, 1884
- Coelioxys obtusata Magretti, 1895
- Coelioxys obtusispina Thomson, 1872
- Coelioxys obtusivalva Friese, 1922
- Coelioxys obtusiventris Crawford, 1914
- Coelioxys occidentalis Holmberg, 1916
- Coelioxys octodentata Say, 1824
- Coelioxys octodenticulata Friese, 1935
- Coelioxys odin Strand, 1912
- Coelioxys opacicollis Friese, 1922
- Coelioxys oriplanes Moure, 1951
- Coelioxys osmiae Alfken, 1928
- Coelioxys otomita Cresson, 1878
- Coelioxys pachyceps Friese, 1922
- Coelioxys pachyrhina Cockerell, 1919
- Coelioxys palmaris Fritz & Toro, 1990
- Coelioxys paludicola Strand, 1911
- Coelioxys pampeana Holmberg, 1887
- Coelioxys paradoxa Friese, 1922
- Coelioxys paraguaya Moure, 1943
- Coelioxys paraguayensis Schrottky, 1909
- Coelioxys pasteeli Gupta, 1992
- Coelioxys patagonica Schrottky, 1909
- Coelioxys patiens Holmberg, 1916
- Coelioxys patula Pérez, 1884
- Coelioxys pauloensis Friese, 1922
- Coelioxys pedregalensis Holmberg, 1916
- Coelioxys penetatrix Smith, 1879
- Coelioxys peregrinata Cockerell, 1911
- Coelioxys pergandei Schletterer, 1890
- Coelioxys perseus Nurse, 1904
- Coelioxys philippensis Bingham, 1895
- Coelioxys picicornis Morawitz, 1887
- Coelioxys pieliana Friese, 1935
- Coelioxys piercei Crawford, 1914
- Coelioxys piliclypeus Wu, 1988
- Coelioxys piligena Pasteels, 1968
- Coelioxys pilivalva Friese, 1922
- Coelioxys planidens Friese, 1904
- Coelioxys polycentris Förster, 1853
- Coelioxys pomona Toro & Fritz, 1991
- Coelioxys popovi Strand, 1934
- Coelioxys porterae Cockerell, 1900
- Coelioxys postponenda Schulz, 1906
- Coelioxys praetextata Haliday, 1836
- Coelioxys pratti Crawford, 1914
- Coelioxys producta Cresson, 1865
- Coelioxys proxima Holmberg, 1916
- Coelioxys pruinosa Smith, 1854
- Coelioxys pruna Holmberg, 1916
- Coelioxys pucaraensis Holmberg, 1916
- Coelioxys pulchella Morawitz, 1874
- Coelioxys puncticollis Friese, 1921
- Coelioxys pygidialis Schrottky, 1902
- Coelioxys quadriceps Friese, 1922
- Coelioxys quadridentata (Linnaeus, 1758)
- Coelioxys quadrifasciata Gupta, 1992
- Coelioxys quaerens Holmberg, 1903
- Coelioxys quartodecimdentata Friese, 1935
- Coelioxys quattuordecimpunctata Friese, 1935
- Coelioxys quechua Toro & Fritz, 1993
- Coelioxys radoszkowskyi Popov, 1946
- Coelioxys raffrayi Dusmet y Alonso, 1912
- Coelioxys ramakrishnae Cockerell, 1919
- Coelioxys recusata Schulz, 1904
- Coelioxys reediana Holmberg, 1916
- Coelioxys reginae Cockerell, 1905
- Coelioxys remissa Holmberg, 1888
- Coelioxys reticulata Pasteels, 1968
- Coelioxys rhadia Holmberg, 1916
- Coelioxys rhinosa Cockerell, 1911
- Coelioxys riojana Holmberg, 1916
- Coelioxys robusta Morawitz, 1875
- Coelioxys roigi Fritz & Toro, 1990
- Coelioxys rosarina Holmberg, 1918
- Coelioxys rostrata Friese, 1922
- Coelioxys rotundiscutum Pasteels, 1977
- Coelioxys rubella Pasteels, 1968
- Coelioxys rufa Friese, 1922
- Coelioxys rufescens Lepeletier & Audinet-Serville, 1825
- Coelioxys ruficincta Cockerell, 1931
- Coelioxys ruficollis Friese, 1922
- Coelioxys rufipes Guérin-Méneville, 1845
- Coelioxys rufispina Walker, 1871
- Coelioxys rufitarsis Smith, 1854
- Coelioxys rufocincta Cockerell, 1931
- Coelioxys rufopicta Smith, 1854
- Coelioxys rugicollis Friese, 1922
- Coelioxys rugulosa Friese, 1908
- Coelioxys ruizi Moure, 1951
- Coelioxys ruzi Toro & Fritz, 1991
- Coelioxys sakamotorum Nagase, 2006
- Coelioxys salinaria Cockerell, 1925
- Coelioxys saltensis Toro & Fritz, 1993
- Coelioxys sanguinea Friese, 1922
- Coelioxys sanguinicollis Friese, 1922
- Coelioxys sanguinosa Cockerell, 1912
- Coelioxys sanjuanina Holmberg, 1916
- Coelioxys sannicolarensis Genaro, 2001
- Coelioxys sayi Robertson, 1897
- Coelioxys schmidti Friese, 1917
- Coelioxys schulzi Holmberg, 1909
- Coelioxys scioensis Gribodo, 1879
- Coelioxys scitula Cresson, 1872
- Coelioxys scutellaris Schrottky, 1902
- Coelioxys scutellotuberculata Pasteels, 1968
- Coelioxys semenowi Morawitz, 1894
- Coelioxys semicarinata Alfken, 1940
- Coelioxys seminitida Pasteels, 1985
- Coelioxys serricaudata Baker, 1975
- Coelioxys setosa Friese, 1904
- Coelioxys sexmaculata Cameron, 1897
- Coelioxys siamensis Cockerell, 1911
- Coelioxys simillima Smith, 1854
- Coelioxys slossoni Viereck, 1902
- Coelioxys smithii Dalla Torre, 1896
- Coelioxys sodalis Cresson, 1878
- Coelioxys sogdiana Morawitz, 1875
- Coelioxys soledadensis Cockerell, 1909
- Coelioxys somalica Friese, 1922
- Coelioxys somalina Magretti, 1895
- Coelioxys spativentris Friese, 1935
- Coelioxys spatulata Friese, 1922
- Coelioxys speculifera Cockerell, 1931
- Coelioxys spilaspis Cockerell, 1932
- Coelioxys spinipyga Strand, 1910
- Coelioxys spinosa Dewitz, 1881
- Coelioxys spissicauda Pasteels, 1968
- Coelioxys squamatula Pasteels, 1977
- Coelioxys squamigera Friese, 1935
- Coelioxys squamosa Friese, 1922
- Coelioxys squamosissima Pasteels, 1968
- Coelioxys squamosoides Pasteels, 1968
- Coelioxys squamosula Popov, 1946
- Coelioxys strigata Vachal, 1904
- Coelioxys subdentata Smith, 1854
- Coelioxys subelongata Wu, 1992
- Coelioxys subhamata Holmberg, 1916
- Coelioxys subnitens Pasteels, 1977
- Coelioxys subspinosa Friese, 1922
- Coelioxys subtropicalis Holmberg, 1887
- Coelioxys sudanensis Cockerell, 1933
- Coelioxys surinamensis Friese, 1922
- Coelioxys tabayensis Schrottky, 1920
- Coelioxys tarda Holmberg, 1916
- Coelioxys tastil Toro & Fritz, 1993
- Coelioxys tegularis Cresson, 1869
- Coelioxys tehuelche Holmberg, 1916
- Coelioxys tenacior Holmberg, 1916
- Coelioxys tenax Holmberg, 1888
- Coelioxys tenebrosa Pasteels, 1968
- Coelioxys tenebrosoides Pasteels, 1968
- Coelioxys tepaneca Cresson, 1878
- Coelioxys texana Cresson, 1872
- Coelioxys tiburonensis Cockerell, 1924
- Coelioxys tilcarae Holmberg, 1916
- Coelioxys togoensis Friese, 1922
- Coelioxys tolteca Cresson, 1878
- Coelioxys toltecoides Cockerell, 1923
- Coelioxys torquata Warncke, 1992
- Coelioxys torrida Smith, 1854
- Coelioxys torridula Pasteels, 1968
- Coelioxys totonaca Cresson, 1878
- Coelioxys trancas Toro & Fritz, 1993
- Coelioxys triangula Friese, 1906
- Coelioxys tricarinata Morawitz, 1875
- Coelioxys tridentata (Fabricius, 1775)
- Coelioxys triodonta Cockerell, 1914
- Coelioxys trispinosa Friese, 1922
- Coelioxys truncaticauda Cockerell, 1932
- Coelioxys tucumana Holmberg, 1903
- Coelioxys turbinata Krombein, 1953
- Coelioxys ultima Pasteels, 1968
- Coelioxys umbripennis Friese, 1922
- Coelioxys unicula Cockerell, 1939
- Coelioxys unidentata Friese, 1922
- Coelioxys variegata Holmberg, 1916
- Coelioxys verticalis Smith, 1854
- Coelioxys victoriae Rayment, 1935
- Coelioxys vigilans Smith, 1879
- Coelioxys vituperabilis Holmberg, 1903
- Coelioxys wagenknechti Moure, 1951
- Coelioxys warnckei Schwarz & Gusenleitner, 2003
- Coelioxys weinlandi Schulz, 1904
- Coelioxys weyrauchi Moure, 1951
- Coelioxys wilmattae Cockerell, 1949
- Coelioxys xinjiangensis Wu, 2006
- Coelioxys yanonis Matsumura, 1912
- Coelioxys yunnanensis Wu, 1992
- Coelioxys zapoteca Cresson, 1878
- Coelioxys zonula Smith, 1854